# Берлінка (автобан)

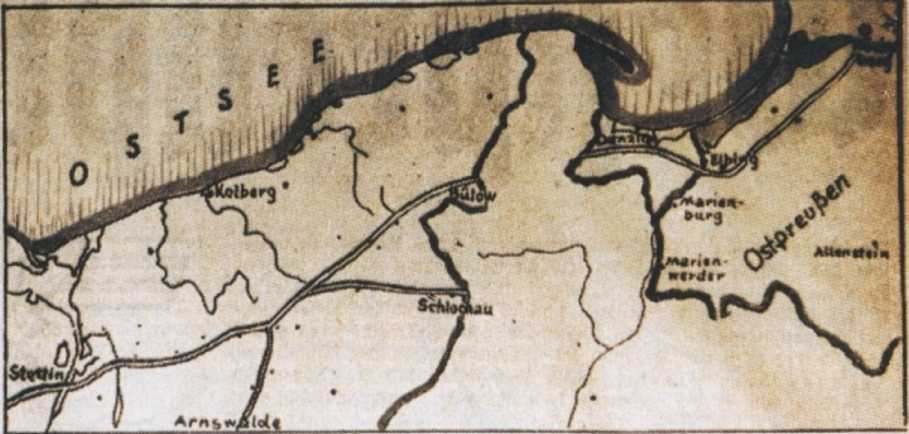
Запланований маршрут між Щецином і Кенігсбергом, згідно з газетою Західної Пруссії, січень 1939 р.

Берлінка (рос. Берлинка) — неофіційна польська та російська назва, дана ділянкам незавершеного Райхсаутобану Берлін-Кенігсберг (нім. Reichsautobahn Berlin–Königsberg), який був німецьким проєктом Рейхсаутобану до Другої світової війни для з’єднання Берліна з Кенігсбергом у Східній Пруссії. Наприкінці 1930-х років секції біля цих двох міст були закінчені, але більша ділянка між ними залишилась незакінченою. Вимога Німеччини в 1939 році прокласти цю дорогу через польський коридор з екстериторіальним статусом і відмова Польщі дозволити це було важливим елементом напруженості, яка призвела до початку Другої світової війни. Після війни залишки успадкували Німецька Демократична Республіка, Польська Народна Республіка та Калінінградська область Радянського Союзу.

## Передумови

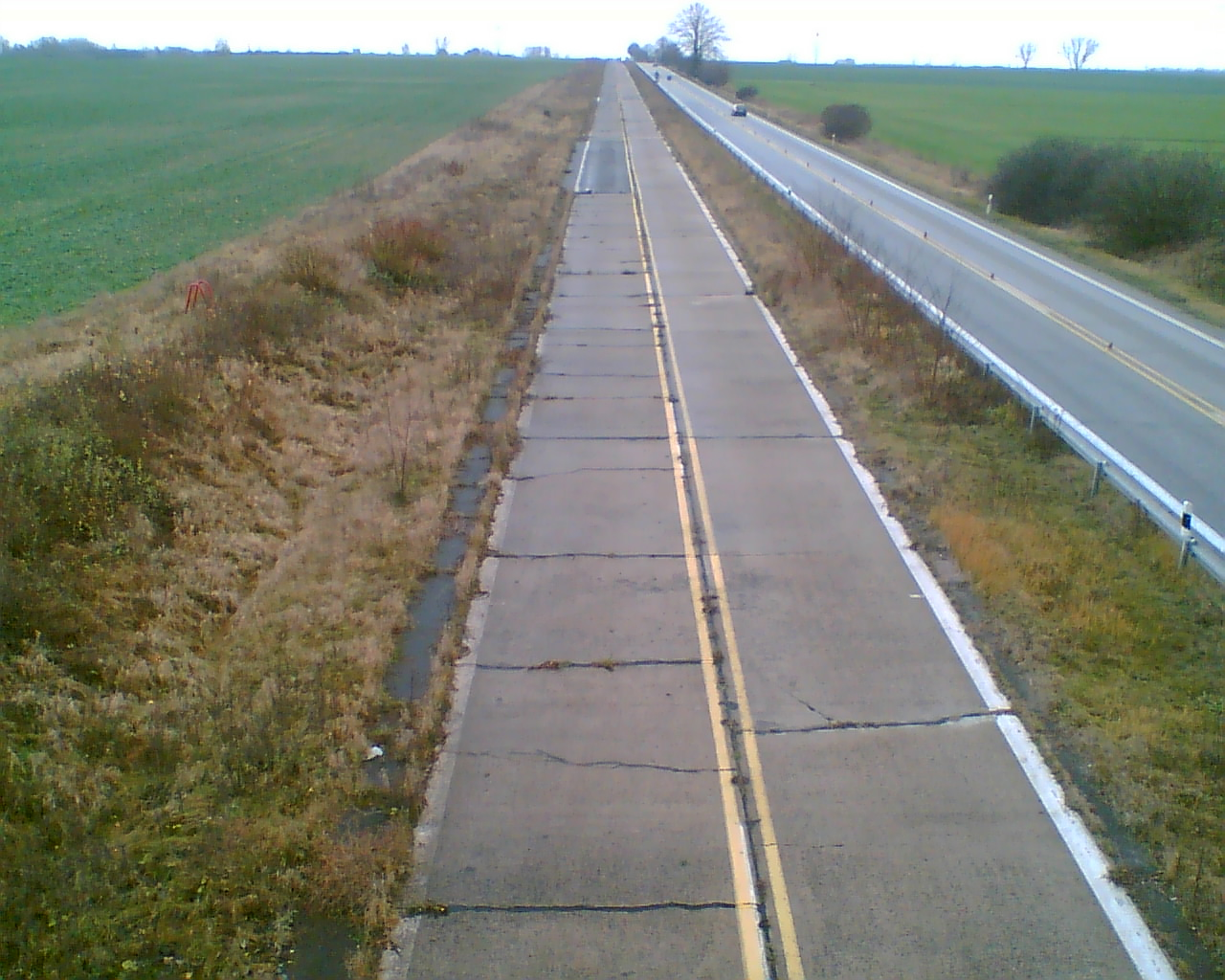
Стан поверхні поруч A11 в околицях Пенкуна (2006)

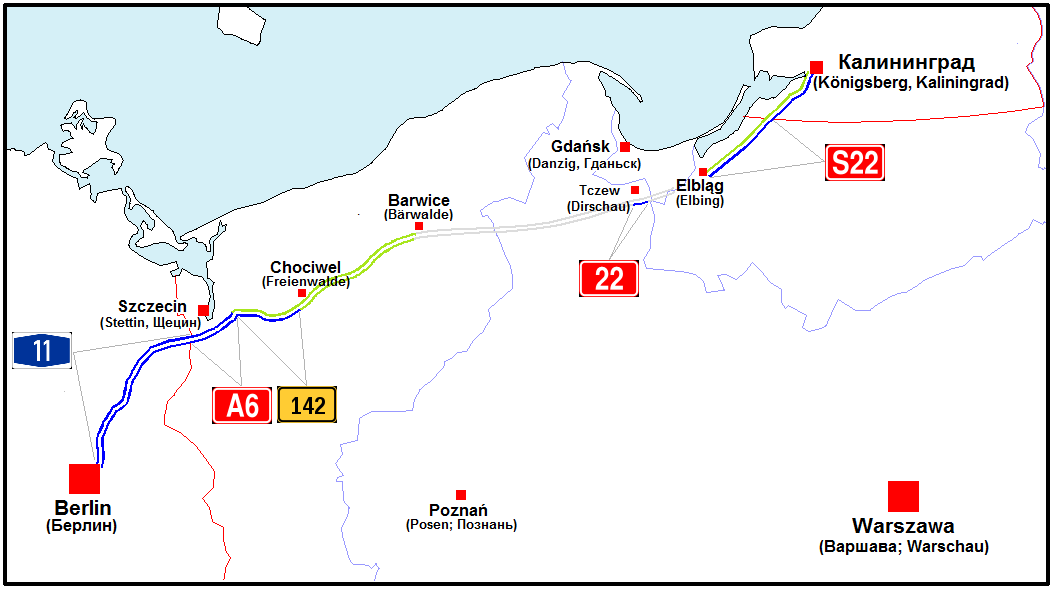
Карта маршруту Райхсаутобан Берлін-Кенігсберг. Завершені ділянки, які ще використовуються, позначені синім кольором, ділянки, де будівельні роботи розпочаті, але не завершені, позначені зеленим, а заплановані ділянки, які так і не були побудовані, позначені сірим кольором.

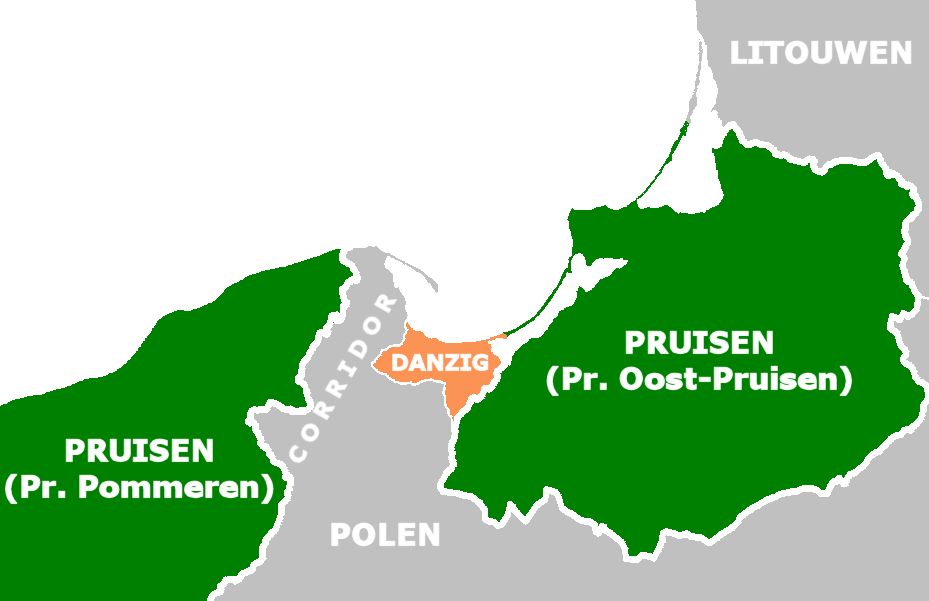
Польський коридор і вільне місто Данциг

Східна Пруссія була відділена від Німеччини після Версальського договору польським коридором Другої Польської Республіки. До 1939 року Польща вже відхилила вимоги нацистської Німеччини, включно з вимогою екстериторіального коридору в межах коридору. Зрештою цей факт був використаний Адольфом Гітлером як один із приводів для німецького вторгнення в Польщу в 1939 році.
Дорога була запланована за Веймарської республіки, але була частково побудована в 1930-х і на початку 1940-х років Третім Рейхом.
Після територіальних змін, здійснених після Другої світової війни, він проходив через три країни: Калінінградську область Радянського Союзу (сьогодні однойменний ексклав у Росії після 1991 року), Польщу та те, що було Східною Німеччиною до жовтня 1990 року. Її первісне призначення зникло, деякі сегменти дороги були включені в місцеву мережу доріг, а більша частина прийшла в занепад. Кордон між Калінінградською областю та Польщею був повністю закритий для цивільного руху під час холодної війни, враховуючи високу щільність радянських військових об’єктів у цьому районі, що призвело до того, що ділянка Берлінка в цьому районі майже не використовувалася. Кордон між Польщею та Східною Німеччиною був відкритий для цивільного руху, але економіки двох країн не були добре пов’язані, і автомобільний рух між ними не був значним протягом багатьох десятиліть. Зважаючи на ці умови, деякі сегменти Берлінки стали незначною туристичною визначною пам’яткою в роки після війни, як приклад побудованого нацистами автобану, що зберігся в майже первозданному стані, транспортуючи дуже мало або взагалі не проходячи. Кілька фільмів, знятих у Польщі та СРСР, які відбувалися в Німеччині, сцени автобану знімали на ділянках Берлінки. У популярній польській книзі та телевізійному серіалі про пана Самоходзіка була погоня на швидкісних автомобілях, яка відбувалася на Берлінці (на той час це було одне з небагатьох місць у Польщі, де погоня на швидкісних автомобілях була навіть правдоподібною, враховуючи жахливий стан інших доріг). В останні роки ця привабливість зменшилася, оскільки більшість ділянок, завершених у 1930-х роках, були реконструйовані відповідно до сучасних стандартів і значною мірою втратили свій первісний вигляд. Сьогодні остання ділянка в Польщі, яка все ще має риси будівництва нацистської доби, позначена як воєводська дорога 142, на північний схід від Щецина. Оскільки ця ділянка є дорогою місцевого значення, її навряд чи відновлять у найближчому майбутньому. З російської сторони ще видно залишки старої дороги.
Разом з будівництвом автомагістралі, після нападу на Польщу, німці також швидко модернізували головну дорогу, що йшла до Східної Пруссії, місцями забетонувавши її. Попри те, що це лише однопроїзна дорога, а не автомагістраль, вона також вважається частиною маршруту Берлінки. Цей розділ містить одну цікаву розв’язку конюшини.

## Будівництво

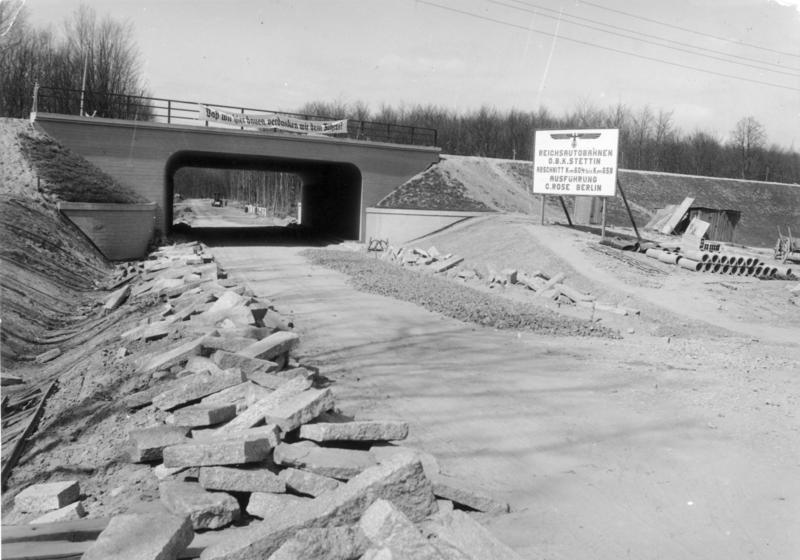
Будівництво Берлінки, 1936

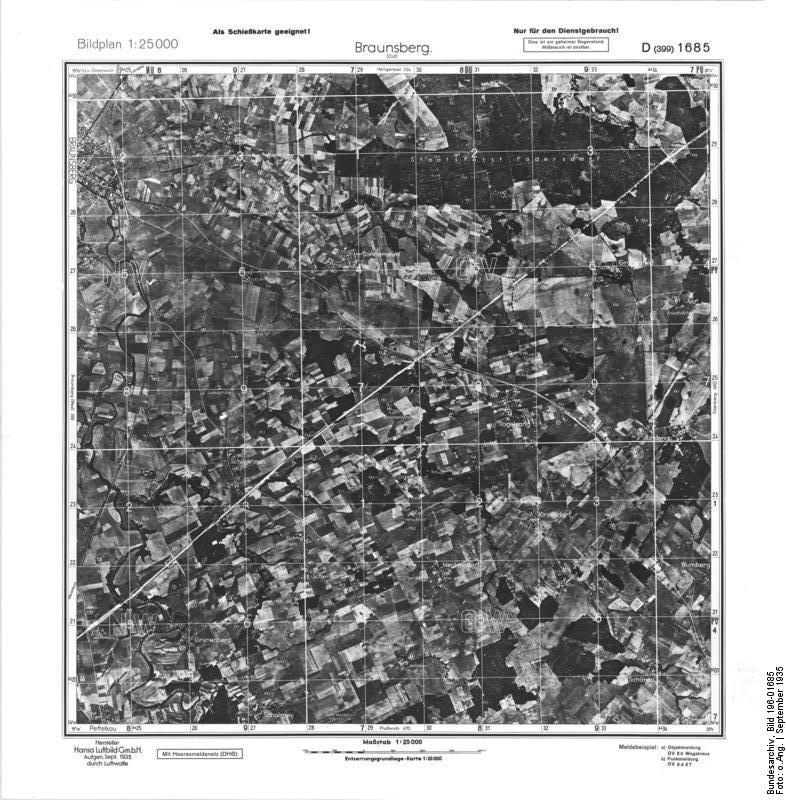
Райхсаутобан на схід від Бранево (Браунсберг), аерофотознімок вересня 1935 р.

Будівництво почалося наприкінці 1933 року з використанням безробітних німецьких робітників у рамках державних реформ для протидії Великій депресії, будівництво мережі Reichsautobahn. Перший 113 Кілометровий відрізок біля Штеттіна (тепер Щецин), Штеттінер-Драйек до Штеттін-Юд, був відкритий 27 вересня 1936 року. Відрізок від Кенігсберга до Ельбінга (нині Ельблонг) був відкритий у 1937 році. У 1937 році були побудовані кільцеві дороги поблизу Штеттіна і Ельбінга.
У 1938 році робота сповільнилася, оскільки Німеччина готувалася до війни, і робітників скерували на інші проєкти. Шосе займало важливе місце в нацистській політичній риториці 1939 року, оскільки вимоги Гітлера включали екстериторіальний коридор — Данцігський коридор через Польський коридор — який би з’єднав Німеччину зі Східною Пруссією. Ці вимоги, як і інші вимоги, були відхилені польським урядом, і Гітлер використав це як один із приводів для вторгнення до Польщі у вересні 1939 року.
До жовтня 1939 року Польща була розгромлена, і роботи на Берлінці відновилися. Трудовий резерв дедалі більше складався з призовників із Польщі. Відрізок Bäderstraße (поблизу Женсьниця та Велгово) — Старгард-Масов (поблизу Ленчиці) був побудований пізніше. Будівництво зупинилося в 1942 році, оскільки військові пріоритети знову взяли на себе перевагу наявну робочу силу. У 1945 році німецькі війська, відступаючи вздовж Східного фронту, підірвали більшість мостів, щоб уповільнити просування радянських військ.

## Наслідки

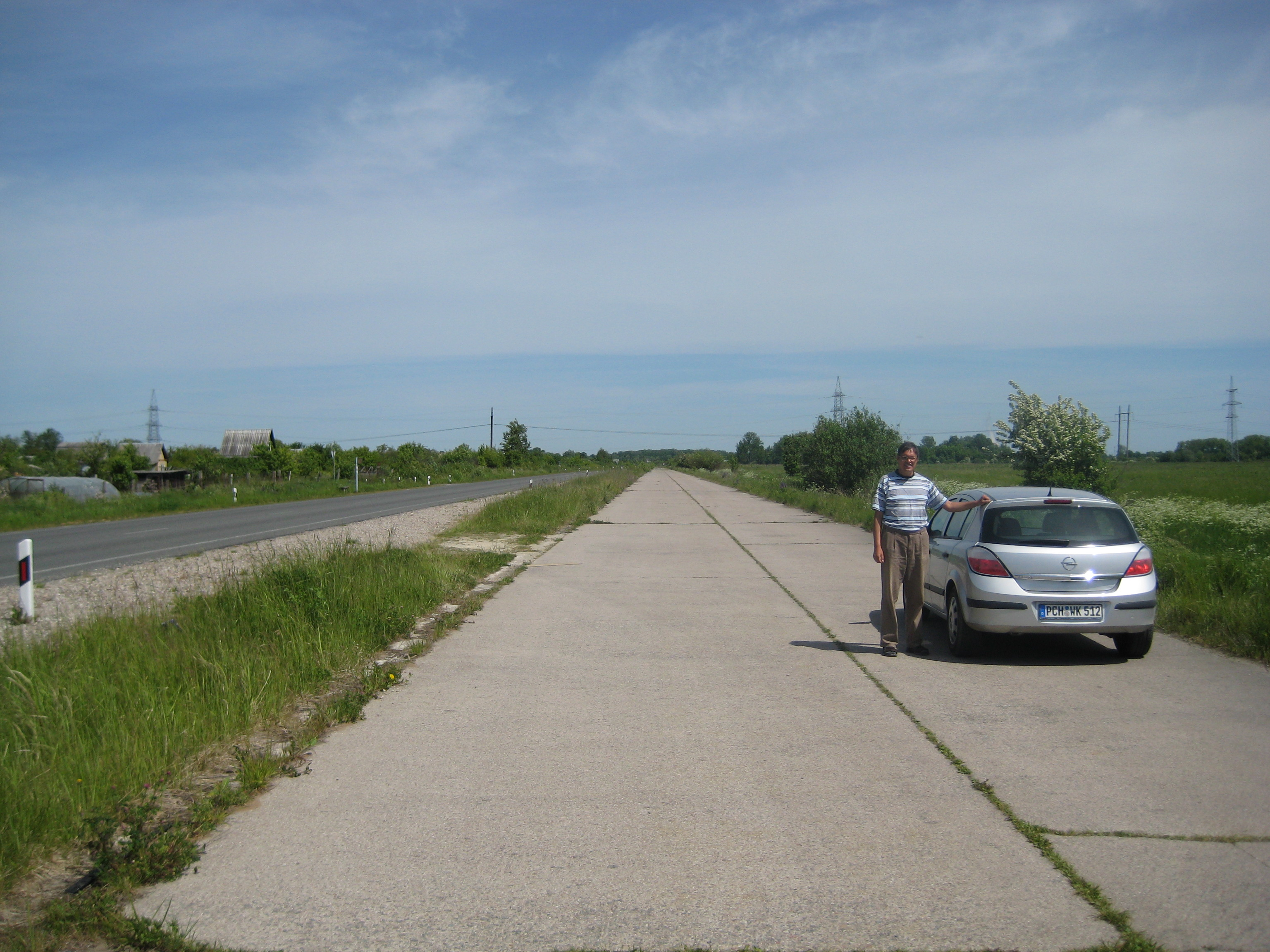
Берлінка в Росії, з оригінальною бетонною проїжджою частиною праворуч і пізнішою сучасною проїжджою частиною ліворуч

Через територіальні зміни Польщі та Німеччини після війни, дорога була розділена і втратила своє значення як шлях між німецькими містами (більшість німецького населення Пруссії було вигнано до Німеччини). Частина, яка залишилася в межах німецьких кордонів, після об’єднання стала автобаном А 11.
Деякі ділянки маршруту все ж відновили. У Польській Народній Республіці незабаром після війни були відновлені мости через річку Одер поблизу Щецина, а також мости на річці Банувка біля кордону з Калінінградською областю. У 1970-х роках було закінчено заплановану частину шосе від Машева (неподалік Ленчиці) до Хоцивеля та відновлено мости на річці Іна.
Із закінченням холодної війни, і особливо з приєднанням Польщі до Європейського Союзу, все більше уваги приділялося реконструкції дороги як частини європейської системи автомобільних доріг. У 1990-х роках 14 кілометровий відрізок біля західного польського кордону було включено до нової автостради A6. Ще 7 кілометрів до перехрестя з національною дорогою 10 відновлювалися та було заплановано відкрити для руху в серпні 2007 року. Додаткові 8 кілометрів будуть модернізовані в майбутньому та переназначені як частина A6. Ділянка між Ельблонгом і кордоном з Росією була повністю реконструйована і відкрита як швидкісна дорога S22 у вересні 2008 року. У ході модернізації на місці, залишеному для другої проїзної частини під час первинного будівництва, була побудована нова сучасна проїзна частина. При цьому первісну бетонну проїжджу частину знесли майже по всій довжині траси, і від неї залишилися поодинокі сліди. Усі оригінальні шляхопроводи та мости, що залишилися, були знесені та замінені сучасними спорудами. Таким чином, можна побачити дуже мало слідів оригінального німецького автобану. Інша частина Берлінки включена до воєводської дороги 142 та швидкісної дороги 6/3. У російській Калінінградській області входить до дороги Р516.
Оскільки оригінальна дорога була спроєктована понад 80 років тому, сьогодні мало б сенсу прокладати сучасну автомагістраль за тим самим маршрутом, оскільки фактори, що впливають на проєктування дороги, сильно змінилися. На цей момент дорога в Польщі, яка обслуговуватиме більшу частину маршруту, по якому пролягає Берлінка, буде швидкісною автострадою S6, розташованою на північ від маршруту Берлінки, ближче до узбережжя Балтійського моря та проходить від Щецина до Гданська.

## Дивись також
- Швидкісна дорога S22
- Автобан A11